# Escurçó bufador
L'escurçó bufador o monarub (Bitis arietans) és una espècie de serp de la família Viperidae. La seva àmplia distribució a Àfrica, la seva gran mida i potent verí la fan responsable de més morts que qualsevol altra serp.

## Subespècies
Actualment se li reconeixen dues subespècies:
- Bitis arietans arietans (Merrem 1820)
- Bitis arietans somalica Parker 1949